# 濱島氏
濱島氏（はましまし）は、日本の地下家。18世紀以降代々内膳司史生を務めた。

## 概要
内膳司は古代律令制度下にて設置された御膳を調理することを掌る役職であり、史生は大同4年（809年）3月に設置された。しかし後に衰退し、改めて天明4年（1784年）に再興された。濱島家の本姓である高橋氏は磐鹿六鴈の末裔で膳氏とも称し、律令が成立した頃から朝廷に内膳司として仕えていた。延暦8年（789年）には『高橋氏文』が朝廷に奏上されている。
「内膳司濱島家文書」では、正五位下長官兼志摩守・高橋（濱島）清平が応仁3年（1469年）3月3日と明応5年（1496年）に内侍所供御人の平宗次と平祐光に対しての御教書の写しを差し出している。
一方、『地下家伝』では濱島清実が祖とされ、曾孫の清貞が享徳4年（1455年）4月29日に従四位下に叙されたとされる。上記の清平の名前は見えない。
また、濱島家は有職故実の家としても知られたようで、貞享2年（1685年）9月には「濱島内膳（名不詳）」という人物が『京羽二重』に記されている。また、同時期には濱島志摩守清廉が三宅帯刀に有職故実を伝えている。ただし、清廉が活動した時期（17世紀）の濱島家は困窮しており、知行高はわずか3石であり、朝廷儀式である新嘗祭に参加して得られる下行米40石も元文5年（1740年）に再興されるまで得られなかった。寛永年間には「借銀之義二而町人と出入」といい、御厨子所小預・大隅信時の日記の貞享2年（1685年））1月2日条によると、濱島家は清廉の代から貧窮で借宅住まいであり、供御所（膳を調進する場所）も失っていた。さらに前奉膳・清長は若くして病死してしまい、その子・清宣と清長の弟とが「内膳家相続」を争った。争論は御厨子所預・高橋宗恒や出納・平田職直による仲介で清宣が勝利したものの、儀式に用いる諸道具は貧窮のため失われており、宗恒・職直が膳具を調えた上で清宣は元服を遂げたという。当時の濱島家にとって、門人を獲得して、有職故実を教えることが経済活動のひとつであり、貴重な収入源であった。